# Sascha Funke
Sascha Funke, né en 1977 à Berlin, est un DJ et producteur allemand. Son univers musical assez varié tourne autour de la Techno minimale de Berlin. Sa discographie se partage principalement entre deux labels allemands importants, Kompakt et Bpitch Control. Sa discographie se compose majoritairement de maxis et seulement deux albums, Brave (2003) et plus récemment un disque plus éthéré et plus aérien Mango (2008).
En mars 2012, il sort, avec sa femme Julienne Dessagne, l'album Unknown, sous le pseudonyme Saschienne.

## Discographie
1999
- Campus (Kompakt)

2000
- Doppelpass (Bpitch Control)
- Intergalos (Cadeaux)
- Luftschloss (Bpitch Control)
- Safety First (Kompakt)

2001
- 2:1 Für Die Liebe (Bpitch Control)
- Drei Auf Drei (Kompakt)
- When Will I Be Famous (Bpitch Control)
- Funkt (Bpitch Control)

2003
- Bravo (Bpitch Control)

2004
- Forms & Shapes Remixe (Bpitch Control)
- The Intimate Touch (Bpitch Control)

2005
- Boy (Bpitch Control)

2006
- In Between Days (Bpitch Control)
- Boogy Bytes Vol. 2 (Bpitch Control)
- Collective 2 with Chloé (Bpitch Control)

2007
- Auf Aix (Bpitch Control)
- The Acrobat (Bpitch Control)

2008
- Double-Checked (Bpitch Control)
- Mango (Bpitch Control)

2011
- Brave (Bpitch Control)

2012
- "Unknown" (Kompakt)

2019
- "Genex 1" (Permanent Vacation)

2020
- "Genex 2" (Permanent Vacation)